# Paper Mate
Paper Mate è una società controllata da Newell Brands che produce strumenti di scrittura (principalmente penne). La sede principale è situata ad Oak Brook, in Illinois, assieme agli uffici delle altre divisioni di produzione della Newell Rubbermaid.

## Storia
Nel 1941 Patrick J. Frawley rilevò la sua prima azienda, che era un produttore di parti di penne a sfera in fallimento. Nel 1949 tale azienda, ridenominata Frawley Pen Company, sviluppò un nuovo tipo rivoluzionario di inchiostro che si asciugava istantaneamente; la penna che conteneva questo inchiostro fu chiamata «The Paper Mate».
Nel 1955 la Frawley Pen Company fu acquistata da Gillette per 15,5 milioni di dollari e formò la base per la Paper Mate Division di Gillette. 25 anni dopo, nel 1980, Gillette acquisì le aziende Liquid Paper e Waterman, trasformando la Paper Mate Division in Stationery Products Group. Sul finire degli anni 2000 tale gruppo fu acquistato dalla Newell Rubbermaid e venne fuso con la divisione Sanford Brands.

## Prodotti

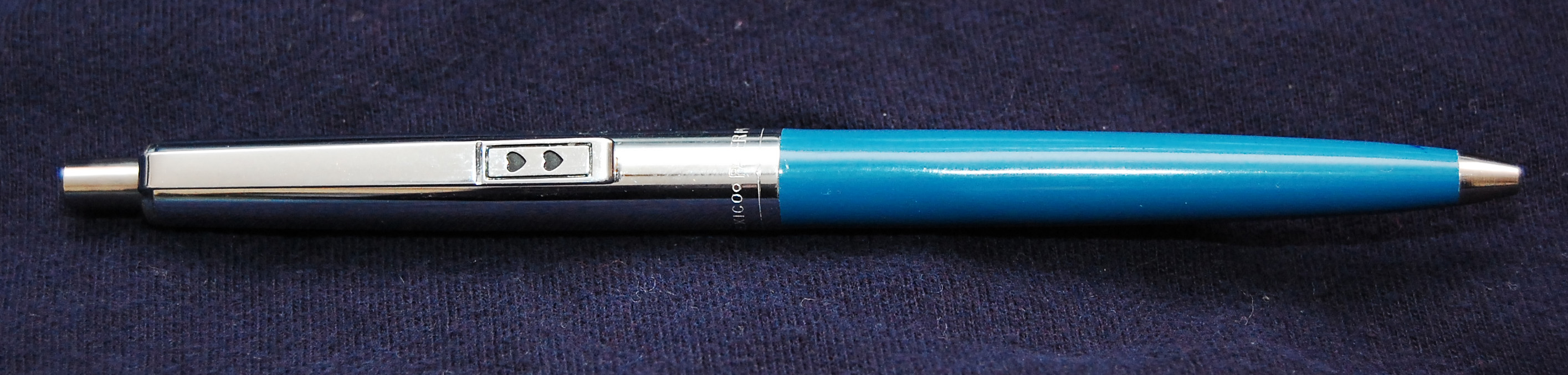
Una classica penna a sfera marchiata Paper Mate

Il marchio Paper Mate viene utilizzato su diversi articoli per cancelleria, tra cui penne a sfera, matite, portamine, pennarelli e gomme per cancellare; degna di menzione è la penna a sfera cancellabile Replay, commercializzata per la prima volta nel 1979.
Nel 2010 Paper Mate ha introdotto penne, matite e gomme composte da materiali biodegradabili.
Nel 2012 è stato creato il brand Paper Mate InkJoy.